# Gil Montilla
Gil Montilla (Hinigaran, 11 september 1876 - 21 juli 1946) was een Filipijns politicus en suikermagnaat.

## Biografie
Gil Montilla werd geboren op 11 september 1876 in Hinigaran in de Filipijnse provincie Negros Occidental. Zijn ouders waren Dominga Montilla en Potencia Miranda. Hij behaalde in 1896 een bachelor of arts-diploma aan de Ateneo de Manila en studeerde rechten aan de University of Santo Tomas. Tijdens de Filipijnse revolutie was Montilla commandant van een bataljon van de revolutionaire troepen gelegerd in Binalbagan en Pulupandan in Negros Occidental. Na de oorlog was hij leraar op de gemeentelijke lagere school en later werd hij provinciaal thesaurier en was hij gedurende twee termijnen burgemeester van Isabela.
In 1912 werd Montilla gekozen in de Filipijnse Assemblee als afgevaardigde van het 3e kiesdistrict van Negros Occidental. Nadat in 1916 het parlement was omgevormd naar een tweekamerig stelsel werd hij opnieuw gekozen als afgevaardigde van het kiesdistrict, ditmaal in het Filipijns Huis van Afgevaardigden. Na afloop van zijn termijn in 1919 was hij van oktober 1922 tot oktober 1925 gouverneur van Negros Occidental. In 1931 volgde een verkiezing in de Filipijnse Senaat. In 1934 werd Montila herkozen. Deze tweede termijn in de Senaat eindigde voortijdig na de ratificatie van de Filipijnse Grondwet van 1935 en de oprichting van het Gemenebest van de Filipijnen. Montilla werd dat jaar gekozen als lid van de nieuwe eenkamerige Nationale Assemblee van de Filipijnen. Hij werd door zijn collega's bovendien gekozen tot Voorzitter van de Assemblee, een positie die hij behield tot het einde van zijn termijn op 30 december 1938.
Naast zijn politieke loopbaan was Montilla actief in het familiebedrijf, de Isabela Sugar Company. Hij was vicepresident van deze suikerrietfabriek van 1917 tot 1918, en directeur en later president van 1925 tot 1935. Toen Montilla gekozen werd tot voorzitter van het Filipijns Huis van Afgevaardigden, koos de familie zijn jongere familielid Enrique Montilla tot president van het bedrijf. Op 29 november 1938 werd Montilla benoemd tot Sugar Administrator als opvolger van Rafael Alunan, die was benoemd tot minister van binnenlandse zaken. Tevens was hij enige tijd president van de Nacionalista Party.
Gil Montilla overleed in 1946 op 69-jarige leeftijd aan de gevolgen van een hartaanval. Hij was getrouwd met Mercedes Miranda en kreeg met haar acht kinderen.